# Актел (Шебалинский район)
Актел (алт. Ак-Jул) — село в Шебалинском муниципальном районе Республики Алтай России, административный центр Актельского сельского поселения.

## История
Селение образовано в 1854 году; его название переводится как «белая дорога»

## География
Расположен в горно-степной зоне северо-западной части Республики Алтай и находится по берегам р. Актел, которая начинается к востоку от села, на западном склоне Семинского хребта.
Уличная сеть состоит состоит из трёх географических объектов:: ул. Заречная, ул. Молодежная и ул. Центральная
Абсолютная высота 762 метра выше уровня моря
.
Климат
Постановлением Правительства РФ от 23 мая 2000 г. N 402 село Актел включено в Перечень районов Крайнего Севера и приравненных к ним местностей.

## Население
| 2010 | 2011 | 2012 | 2013 | 2014 | 2015 |
| ---- | ---- | ---- | ---- | ---- | ---- |
| 332  | →332 | ↗338 | ↘336 | →336 | ↘332 |
| 2016 |      |      |      |      |      |
| ↗344 |      |      |      |      |      |

## Инфраструктура
экономика
Животноводство, сельское хозяйство.

## Транспорт
Конечный пункт автодороги регионального значения «Черга — Камай — Актел»
Подъездная дорога на федеральную автотрассу Р-256 «Чуйский тракт».